# Brachynemurus signatus
Brachynemurus signatus är en insektsart som först beskrevs av Hagen 1887.  Brachynemurus signatus ingår i släktet Brachynemurus och familjen myrlejonsländor. Inga underarter finns listade i Catalogue of Life.